# سرخیو لوزانو (بازیکن فوتبال)
سرخیو لوزانو (انگلیسی: Sergio Lozano؛ زادهٔ ۲۴ مارس ۱۹۹۹) بازیکن فوتبال اهل اسپانیا است.
از باشگاه‌هایی که در آن بازی کرده‌است می‌توان به باشگاه فوتبال ویارئال اشاره کرد.
وی همچنین در تیم ملی فوتبال زیر ۱۶ سال اسپانیا بازی کرده‌است.